# حقوق الإنسان في أستراليا

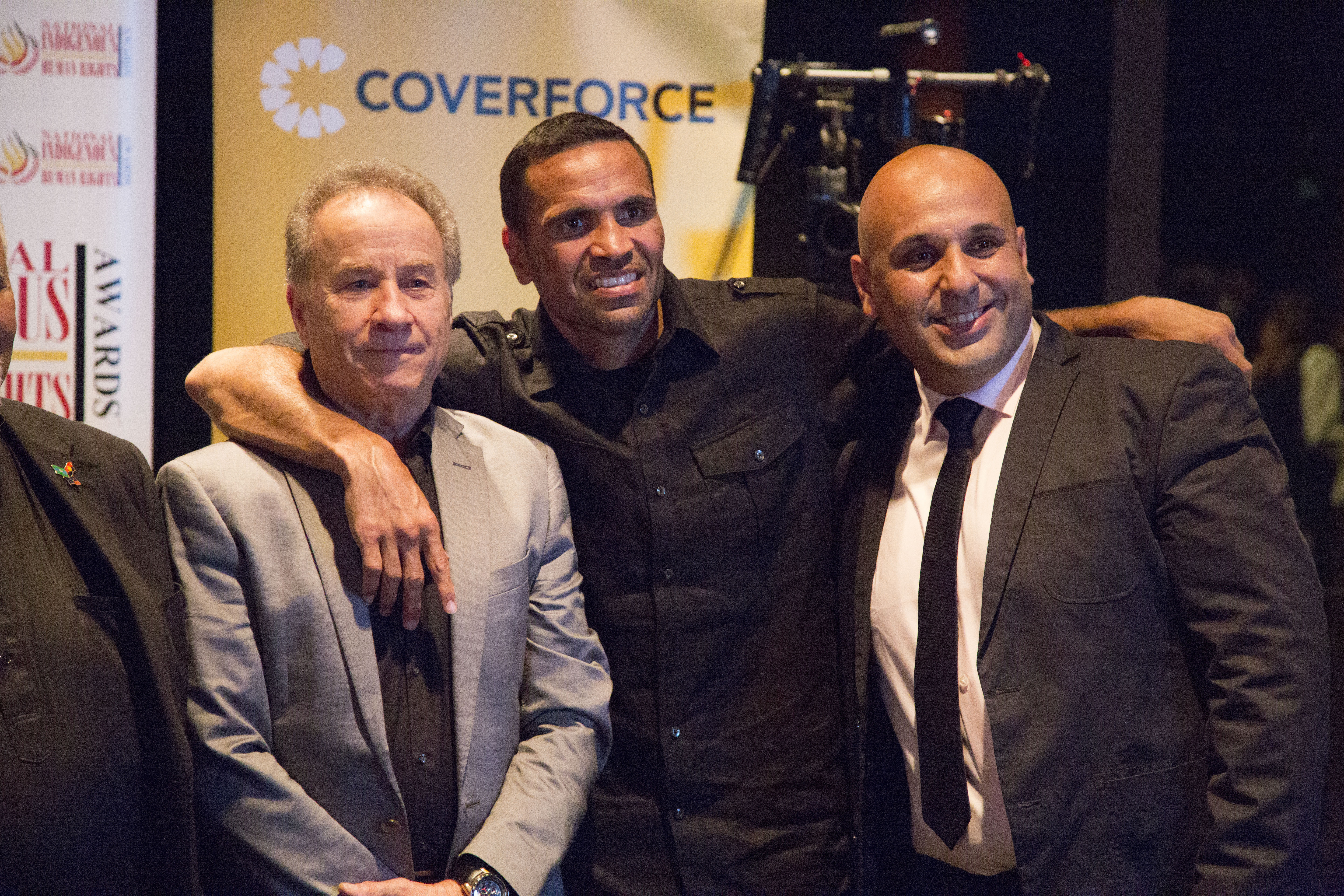
أنطوني موندين (وسط الصورة) في حفل توزيع جوائز حقوق الإنسان الوطنية للسكان الأصليين، سيدني، 2015.

تطورت حقوق الإنسان في أستراليا في ظل الدولة الديمقراطية البرلمانية الأسترالية من خلال قوانين لها سياقات واضحة (بدلاً من وثيقة حقوق مجرد وقائم بمفرده) ومحمية من خلال مؤسسات مثل السلطة القضائية المستقلة والمحكمة العليا الأسترالية التي تنفذ القانون العام، والدستور الأسترالي وقوانين أخرى مختلفة في أستراليا وولاياتها وأقاليمها. كما لدى أستراليا هيئة قانونية مستقلة لحقوق الإنسان ألا وهي المفوضية الأسترالية لحقوق الإنسان التي تحقق في الشكاوى وتقوم بالمصالحات وتشجع على حقوق الإنسان من خلال التعليم والمناظرات وتقديم تقارير حولها.
حقوق التصويت لجميع المواطنين وحقوق حرية التنظيم والحرية الدينية والتحرر من التمييز محمية ومكفولة في أستراليا. كانت المستعمرات الأسترالية من بين أولى الكيانات السياسية في العالم التي تمنح الرجال حق الاقتراع في الخمسينيات من القرن التاسع عشر وحق الاقتراع للنساء في تسعينيات القرن التاسع عشر. أستراليا المعاصرة هي دولة ديمقراطية ليبرالية ووريثة لبرنامج هجرة متعدد الثقافات في فترة ما بعد الحرب العالمية الثانية الذي حُظرت فيها أشكال متعددة من التمييز العنصري. وبصفتها عضو مؤسس في الأمم المتحدة، فقد ساعدت أستراليا في صياغة الإعلان العالمي لحقوق الإنسان كما وقّعت على عدة معاهدات دولية مختلفة متعلقة بحقوق الإنسان. تعدّ أستراليا الدولة الديمقراطية الوحيدة التي لا تمتلك وثيقة حقوق وطنية من نوع ما. يعود سبب العنصرية في أستراليا إلى سلوك المجتمعات العنصرية المعاصرة والتاريخية، بالإضافة إلى عدم الالتزام السياسي والإهمال الحكومي الظاهر لمعايير الأمم المتحدة لحقوق الإنسان والحوادث التي تحدث في أستراليا.
أحد قضايا حقوق الإنسان في أستراليا هي إساءة معاملة السكان الأصليين الأستراليين، الذين يتمتعون وبشكل غير متناسب بمكانة اجتماعية واقتصادية تتصف بالحرمان ولديهم فترات حياة أقصر، والذين يشكلون نسبة كبيرة من السجناء وبالتالي يحصلون بشكل غير متكافئ على مستويات عالية من مدفوعات الرعاية الاجتماعية وكذلك تفضيلات من ناحية التوظيف والوظيفة التعليمية الثالثة في قطاعات الدولة. في 2016-2017، بلغت النفقات المقدّرة المباشرة للشخص الواحد للسكان الأستراليين الأصليين وسكان مضيق توريس 44.886 دولار والذي كان ضعف المعدل الخاص بالسكان الأستراليين غير الأصليين (22.356 دولاراً).